# Philippia
Philippia là một chi thực vật thuộc họ Ericaceae.

## Danh sách loài
Bao gồm các loài:
- Philippia nyassana Alm & T.C.E. Fries
- Philippia mafiensis Engl.